# Cantó de l'Île-Rousse
El cantó de l'Île-Rousse és una divisió administrativa francesa situat al departament de l'Alta Còrsega i a la Col·lectivitat Territorial de Còrsega.

## Geografia
El cantó és organitzat al voltant de l'Île-Rousse dins el districte de Calvi. La seva alçària varia de 0 a 561 metres (ambdues a Corbara) amb una alçària mitjana de 178 m.

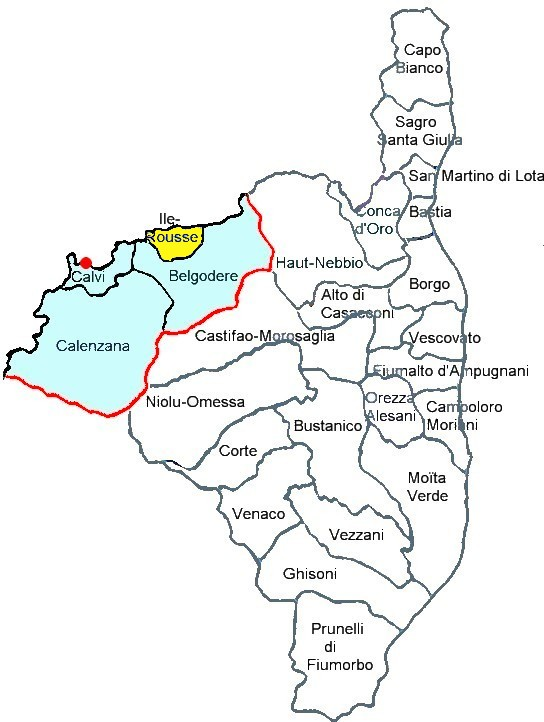
Localització del cantó de l'Île-Rousse

## Administració
| Període | Identitat        | Partit               | Qualitat |  |
| ------- | ---------------- | -------------------- | -------- |  |
| 2004-   | Hyacinthe Mattei | Socialistes i aliats |          |  |

## Composició
| Nom                       | Població | Codi Postal | Codi Insee |  |
| ------------------------- | -------- | ----------- | ---------- |  |
| Corbara                   | 706      | 20256       | 2B093      |  |
| L'Île-Rousse              | 2 774    | 20220       | 2B134      |  |
| Monticello                | 1 253    | 20220       | 2B168      |  |
| Pigna                     | 95       | 20220       | 2B231      |  |
| Sant'Antonino             | 77       | 20220       | 2B296      |  |
| Santa-Reparata-di-Balagna | 838      | 20220       | 2B316      |  |

## Demografia
| 1962  | 1968  | 1975  | 1982  | 1990  | 1999  |
| ----- | ----- | ----- | ----- | ----- | ----- |
| 2.837 | 3.286 | 3.730 | 4.474 | 4.751 | 5.743 |